# شو زهنغ (ممثل)
شو زهنغ (بالصينية: 徐峥) هو مخرج وممثل صيني، ولد في 18 أبريل 1972 في شانغهاي في الصين.

## وصلات خارجية
- شو زهنغ على موقع IMDb (الإنجليزية)
- شو زهنغ على موقع ألو سيني (الفرنسية)
- شو زهنغ على موقع أول موفي (الإنجليزية)
- شو زهنغ على موقع قاعدة بيانات الفيلم (الإنجليزية)
- شو زهنغ على موقع كينوبويسك (الروسية)